# Fehér Pál
Fehér Pál (1914-ig Weisz Pál) (Budapest, 1900. augusztus 4. – Budapest, 1959. február 7.) operaénekes (tenor). Fehér András rendező, zeneszerző édesapja, Fehér Adrienn színésznő, Fehér Balázs és Gábor énekesek nagyapja.

## Élete
Tízévesen az Operaház gyermekkarába került, ahol négy éven át, a mutálásig volt tag. Sokszor kapott szólófeladatot.
Harcolt az első világháborúban, katonatársaiból dalárdát is szervezett. A háború után banktisztviselőként dolgozott, munka mellett tanult 1923 és ’26 között a Zeneakadémián.
A Budai Színkör, majd a Városi Színház művésze volt. 1927-ben Milánóban énekelt és Giuseppe De Lucánál továbbképezte magát. Nemzetközi pályája akkor indult be, amikor sikerült kieszközölnie egy meghallgatást a Budapestre látogató Bruno Walternél. Ő ajánlotta be az akkor Otto Klemperer vezetése alatt álló, sok újítással kísérletező berlini Krolloperhez. 1928-ban szerződött a német fővárosba. 1933-ban a német zsidótörvények miatt elvesztette operai állását, ekkortól a munkanélküli zsidó művészek foglalkoztatására alakult Kulturbund Deutscher Juden égisze alatt lépett fel (Kulturbund-Oper).
Az 1936–37-es évadban a zürichi Városi Színház tagjaként egy fontos ősbemutatónak is részese volt: 1937. június 2-án a Festőt és a Négert énekelte Alban Berg Lulujában.
1938-ban visszatért Budapestre. Ismét a Városi Színház tagja lett. A következő évben újra állástalan lett: most a magyar zsidótörvények miatt. 1939 és 1944 között csak a Kulturbund magyar megfelelőjében, az Országos Magyar Izraelita Közművelődési Egyesület (OMIKE) színházában szerepelhetett. Az operaelőadások legtöbbet foglalkoztatott énekese volt.
A felszabadulás után alkalmi fellépései voltak. 1946-ban szerződtette a Magyar Állami Operaház, és itt énekelt korai haláláig.
Hangjához az olasz és francia lírai és spinto-tenor szerepek álltak a legközelebb. Egész pályáját végigkísérte legparádésabb alakítása: Hoffmann Offenbach operájában.

## Szerepei
- Beethoven: Fidelio – Florestan
- Alban Berg: Lulu – A festő; Néger
- Berté: Három a kislány – Frantz Schubert
- Benjamin Britten: Peter Grimes – Bob Boles
- Csajkovszkij: Jevgenyij Anyegin – Lenszkij; Triquet
- Donizetti: Lammermoori Lucia – Sir Edgard Ravenswood
- Donizetti: Don Pasquale – Ernesto
- Flotow: Márta – Lyonel
- Goldmark: Sába királynője – Asszád
- Gounod: Faust – címszerep
- Halévy: A zsidónő – Leopold herceg
- Kálmán Imre: Josephine császárné – Napóleon
- Leoncavallo: Bajazzók – Canio
- Mozart: Szöktetés a szerájból – Belmonte
- Mozart: Figaro házassága – Don Basilio
- Nicolai: A windsori víg nők – Fenton
- Offenbach: Eljegyzés lámpafénynél – Pierre
- Offenbach: Hoffmann meséi – Hoffmann
- Polgár Tibor: A kérők – Facsary
- Puccini: Bohémélet – Rodolphe
- Puccini: Pillangókisasszony – B. F. Pinkerton
- Rossini: A sevillai borbély – Almaviva gróf
- Johann Strauss d. S.: A denevér – Alfréd
- Verdi: A trubadúr – Manrico
- Verdi: Rigoletto – A mantuai herceg
- Verdi: La Traviata – Alfred Germont
- Verdi: Álarcosbál – Richard
- Verdi: Aida – Radames
- Verdi: Falstaff – Fenton

## Filmje
- Helyet az öregeknek (magyar, 1934)

## Díjai, kitüntetései
- 1958 – Érdemes művész